# Krimson break
Krimson break is een stripverhaal van Suske en Wiske.

## Locaties
Dit verhaal speelt zich af op de volgende locaties:
- laboratorium van professor Barabas, staatsgevangenis van Arizona

## Personages
In dit verhaal spelen de volgende personages mee:
- Suske, Wiske, Lambik, tante Sidonia, Jerom, professor Barabas, K1 (Krimson), K2 (Achiel), K3, bewakers, gevangenisdirecteur, gevangenen, Benny Bite, dorpelingen

## Uitvindingen
In dit verhaal spelen de volgende uitvindingen een rol:
- de teletijdmachine, de teletijdband

## Het verhaal
Professor Barabas is in Zuid-Amerika en Lambik gaat elke dag langs zijn huis en laboratorium. Op een dag ziet hij een auto op de oprit en ontdekt dat Krimson met zijn handlangers heeft ingebroken. Er ontstaat een gevecht waardoor Lambik en Krimson in de teletijdmachine terechtkomen. Ze worden naar 1890 geflitst en zijn in de staatsgevangenis van Arizona. Krimson probeert Lambik terug te flitsen, maar zijn teletijdband weigert dienst. Ook in het laboratorium krijgen de handlangers van Krimson geen contact. Krimson en Lambik worden door een bewaker naar de directeur gebracht en Lambik wordt aangezien voor Hairy Harry. Deze crimineel is ter dood veroordeeld en Lambik zal de volgende dag op de nieuwe elektrische stoel komen.
Krimson belooft Lambik te helpen in ruil voor hulp bij de zoektocht naar de Zilveren Zon, de grootste diamant ter wereld. De steen werd in 1880 gestolen uit een museum, Freddy 'Killer' Queen weigerde te zeggen waar de diamant gebleven is. In zijn dagboek schreef hij dat hij de diamant op zijn sterfbed aan zijn moeder gaf. Krimson vond het dagboek later bij een antiquair en wil de diamant zoeken, de gevangenis is begin twintigste eeuw afgebroken. Samen met Lambik gaat Krimson op zoek naar een geheime gang.
Tante Sidonia rijdt langs het laboratorium en ontdekt de handlangers van Krimson. Samen met Suske en Wiske overmeestert ze hen en de vrienden proberen de teletijdmachine te gebruiken. Deze is stuk en ze krijgen alleen een tekstballon, waardoor ze te weten komen dat Lambik terechtgesteld zal worden. De vrienden ontdekken dat ze nog wel weggeflitst kunnen worden en reizen terug in de tijd. Jerom haalt professor Barabas op om de teletijdmachine te repareren. Lambik en Krimson ontdekken een kistje in de cel van Freddy Queen. Er zit een sleutel en een stuk papier in. Op het papier staat een diamant met een vierkant.
Lambik en Krimson praten tijdens de lunch met een gevangene die tandarts is en ze willen in zijn cel zoeken. Suske, Wiske en tante Sidonia komen bij de gevangenis en besluiten een vijl te halen in de dichtstbijzijnde stad. Ze proberen deze in een brood naar binnen te smokkelen, maar alle bezoekers blijken zoiets te proberen. Lambik doet alsof hij tandpijn heeft en wordt naar Benny Bite gebracht. Deze tandarts gaat niet zachtzinnig te werk, maar Lambik ontkomt aan de behandeling doordat Benny naar een cipier met tandpijn wordt gebracht. Lambik kan de diamant niet vinden.
's Nachts verstoppen Suske en Wiske zich achter tumbleweed en tante Sidonia probeert over de gevangenismuur te klimmen. Als het waait, worden Suske en Wiske ontdekt door bewakers. Ook tante Sidonia wordt ontdekt en ze worden alle drie opgesloten. Krimson ontdekt dat de sleutel uit het kistje op de celdeur past en wil in de gevangenis naar de diamant zoeken. Lambik en Krimson zoeken in de gangen, de keuken en de kelder. Ze vinden niks en gaan terug naar hun cel. Lambik ontdekt dat een onderdeel van het bed op de diamant lijkt en er blijkt verf op te zitten.
Krimson heeft de geheime ontsnappingsroute op zijn rug laten tekenen, maar de tekening is uitgelopen. Bewakers halen Krimson en Lambik, ze moeten stenen hakken voor een bestelling steengruis. Lambik ontdekt dat ook tante Sidonia in de gevangenis terechtgekomen is. De nieuwe elektrische stoel wordt bezorgd en Lambik wordt bij de andere gevangenen weggehaald. De elektrische stoel weigert dienst. Jerom wordt naar het verleden geflitst voor er een nieuwe poging kan worden ondernomen. Professor Barabas probeert nog altijd de teletijdmachine te herstellen en flitst Jerom naar het verleden om te helpen.
Jerom redt Lambik door de elektriciteit op te vangen als er een nieuwe poging voor de terechtstelling wordt uitgevoerd. De gevangenisdirecteur en de bewakers krijgen een stroomstoot als ze Jerom aanraken en voor ze door andere bewakers kunnen worden gevangen, worden ze door professor Barabas naar het heden geflitst. Krimson en zijn handlangers komen in de gevangenis terecht. Krimson ontdekt dat de diamant is verdwenen, één cel achter hem zit een nazaat van Freddy.

## Achtergronden bij het verhaal
- De titel is een woordspeling op de tv-serie Prison Break.
- Freddy Queen is een karikatuur van popzanger Freddie Mercury van de Britse groep Queen. Zijn bijnaam, "Killer Queen", is een verwijzing naar hun hit Killer Queen.